# موتلو (چلیخان)
موتلو (به ترکی استانبولی: Mutlu) (به کردی: Şifrin) یک منطقهٔ مسکونی کردنشین در ترکیه است که در چلیخان واقع شده‌است.